# Variabele driehoekbladroller
De variabele driehoekbladroller (Acleris laterana) is een vlinder uit de familie bladrollers (Tortricidae). De wetenschappelijke naam is voor het eerst geldig gepubliceerd in 1794 door Fabricius.
De soort komt voor in Europa.